# Porträtt av Émile Zola
Porträtt av Émile Zola (franska: Portrait d'Émile Zola) är en oljemålning av den franske konstnären Édouard Manet från 1868. Målningen ingår i Musée d'Orsays samlingar i Paris. 
När Manet gjorde skandalsuccé med Olympia 1863 var författaren och konstkritikern Émile Zola hans stridbaraste försvarare. År 1867 skrev Zola en artikel till Manet och det nya avantgardets försvar mot traditionalisterna. Artikeln gavs ut i en blå pärm; ett exemplar av skriften syns på bordet bredvid Zola i porträttet. Detta blev inledningen till en stark vänskap mellan Manet och Zola, de båda herrarna träffades regelbundet på Café Guerbois och diskuterade dagsaktuella ämnen. 
Som tack till Zolas stöd målade Manet hans porträtt 1868. På väggen bakom den porträtterade syns en reproduktion av Manets Olympia och Diego Velázquez Bacchus triumf (1629) samt ett träsnitt av den japanske ukiyo-e-konstnären Utagawa Kuniaki II. Urvalet var noga utvalt för att visa på Zolas smak och influenser. En brytning uppstod dock mellan Zola och impressionisterna 1886 då Zola publicerade L’œuvre (”Konstnärsliv”). Huvudpersonen i romanen är en konstnär – baserad på Manet och Zolas barndomsvän Paul Cézanne – som drömmer om framgång men endast upplever misslyckanden.
Manet ställde ut porträttet på Parissalongen 1868. Han gav porträttet till Zola vars änka donerade den till franska staten 1925. År 1986 fick den sin permanenta placering på Musée d'Orsay.